# Бёрнер, Жаклин
Жаклин Бёрнер-Шуберт (нем. Jacqueline Börner-Schubert, род. 30 марта 1965, Висмар, ГДР) — восточногерманская конькобежка, чемпионка мира, олимпийская чемпионка 1992 года, 3-кратная призёр чемпионата Европы.

## Спортивная биография
Жаклин Бёрнер родилась в Висмаре в семье матери-стюардессы и отца-штурмана на корабле. С родителями она с рождения выходила в море на круизном судне „Фриц Хеккерт“ с 1965 по 1969 год. После того, как в 1969 году родители бросили учёбу, переехала в Берлин. Сначала занималась лёгкой атлетикой в клубе "SC Dynamo Hohenschönhausen", а возрасте 10 лет, в 1975 году начала кататься на коньках в SG "Dynamo Südost Berlin" под руководством тренера Райнера Клера и Томаса Шуберта. В 1978 году перешла в "TSC Berlin" к тренеру Вернеру Унтердерфелю.
В начале 80-х её вызвали в юношескую сборную Восточной Германии.
В 1987 году стала бронзовым призёром чемпионата Европы в Гронингене. Болезненным ударом стала для Жаклин пропущенная квалификация на зимние Олимпийские игры 1988 года в Калгари, но она поклялась себе, что вернётся и покажет всем. В 1989 она снова стала бронзовым призёром. В 1990 году стала чемпионкой мира и заняла второе место в Европе, а также победила в Кубка мира на 1500 метров. В августе того года была сбита легковой машиной на велосипедной тренировке недалеко от Вандлица и получила травму. На Олимпиаде—1992 года на дистанции 1500 метров стала олимпийской чемпионкой, победив Гунду Ниман на 0,05 секунды. Завершила спортивную карьеру в 1996 году, так и не став чемпионкой страны.

## Личная жизнь и трудовая деятельность
Жаклин Бёрнер после карьеры конькобежца с 1998 года работала лейтенантом полиции. Позже стала работать банковским клерком в банке „Berliner Volksbank“ в качестве консультанта по работе с клиентами в денежном учреждении в Берлине. Одновременно работает на общественных началах - отвечает за конькобежный спорт в "TSC Berlin" в качестве заведующего отделом конькобежного спорта. В 2004 году вышла замуж за своего тренера Томаса Шуберта.
| Год  | ЧМ Европы | Олимпийские игры   | ЧМ мира многоборье |
| ---- | --------- | ------------------ | ------------------ |
| 1987 | 3         |                    | 5e                 |
| 1988 | 11e       |                    |                    |
| 1989 | 3         |                    | 5e                 |
| 1990 | 2         |                    | 1                  |
| 1991 |           |                    |                    |
| 1992 | 6e        | 1500 м · 8e 3000 м | NS3                |

## Награды
- 1992 год - награждена Серебряным лавровым листом.